# Мышайкуль
Мышайкуль (устар. Мышайколь, Мышай-Куль) — озеро в Увельском районе Челябинской области России, расположено у деревни Ключи Увельского района Челябинской области в междуречье реки Уй и реки Миасс. Площадь водного зеркала — 12,1 км².

## Этимология
Географ, топонимист Шувалов Николай Иванович в своей книге «От Парижа до Берлина по карте Челябинской области: Топонимический словарь» отмечает:
От распространенных в прошлом у башкир мужских имен Мышай и Мышты, связанных с культом животных. В основе башкирское слово мыши — «лось», «олень», -ай и -ты — имяобразующие аффиксы, куль от кул — «озеро», или типовая именная частица кол (кул, гул)
.

## География
Средняя глубина: 1,42 м. Максимальная глубина: 1,9 м. Расположено на высоте 198,9 м над уровнем моря.
40 % поступления воды в озеро обеспечивается летними осадками. Общая минерализация воды составляет 13,2 г/л.
Береговая линия плавная, без обрывов. В прибрежном ландшафте преобладает открытая местность. На юго-западном берегу озера расположена деревня Ключи. В 2-2,5 км от восточной оконечности Мышайкуля лежат озера Травяное и Сыровое, а примерно на таком же расстоянии к северу от него находится болото Кривое.
В озере обитают карась и пелядь. Прибрежные травы являются постоянным и временным пристанищем для водных птиц: уток (серой, лысухи, широконоски, красноголовика и др.), серых гусей и лебедей.
Так же отмечается, в течение прошлого века озеро несколько раз пересыхало, но вскоре снова — естественным путем — наполнялось водой и рыбой.